# Carilló del Palau de la Generalitat

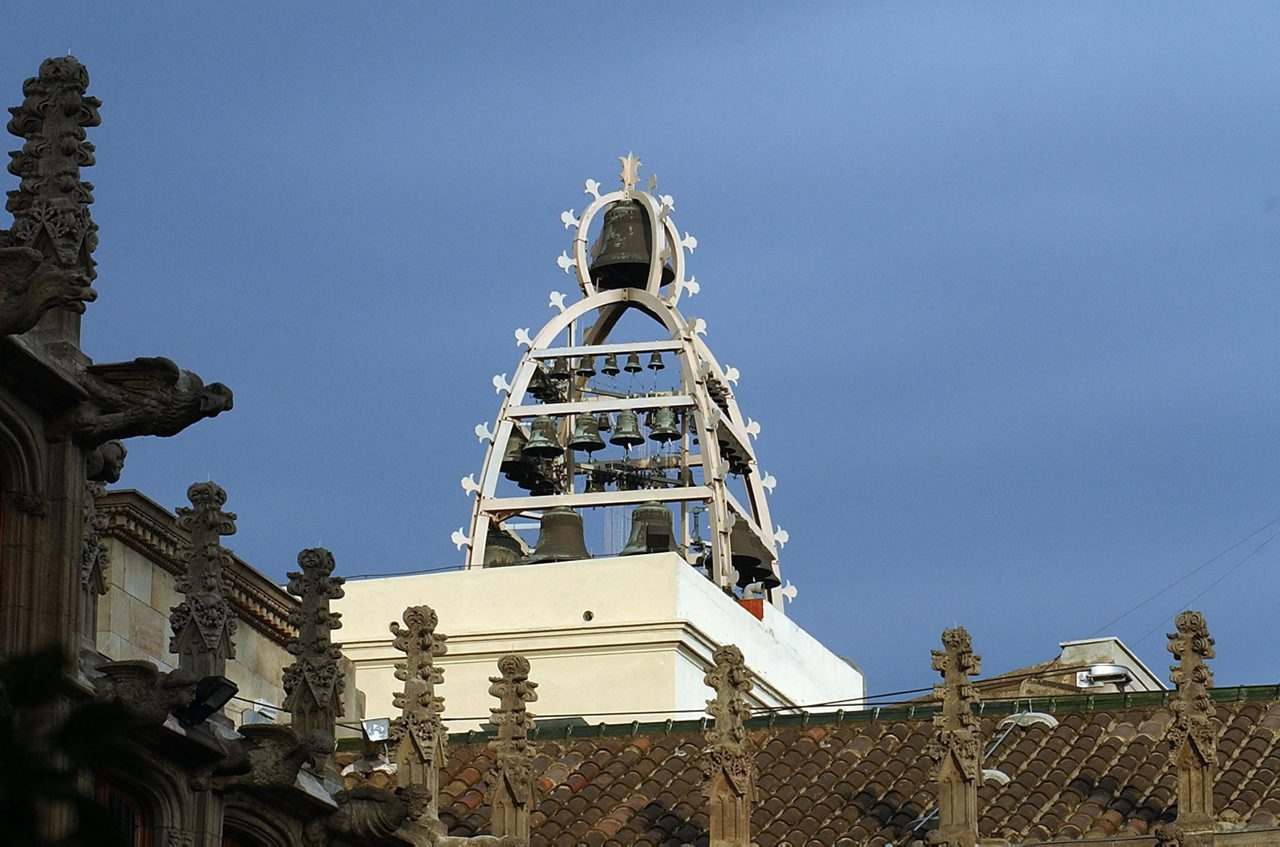
Carilló del Palau de la Generalitat

L'actual Carilló del Palau de la Generalitat és un instrument format per 49 campanes de bronze, que es troba a la ciutat de Barcelona, situat a la part superior de l'edifici històric del Palau de la Generalitat de Catalunya.
Maria Dolors Coll va ser la carillonista titular d'aquest instrument des de la seva inauguració, l'any 1976, fins al 1988, moment en què ho va ser Anna Maria Reverté, fins al dia d'avui.

## Característiques

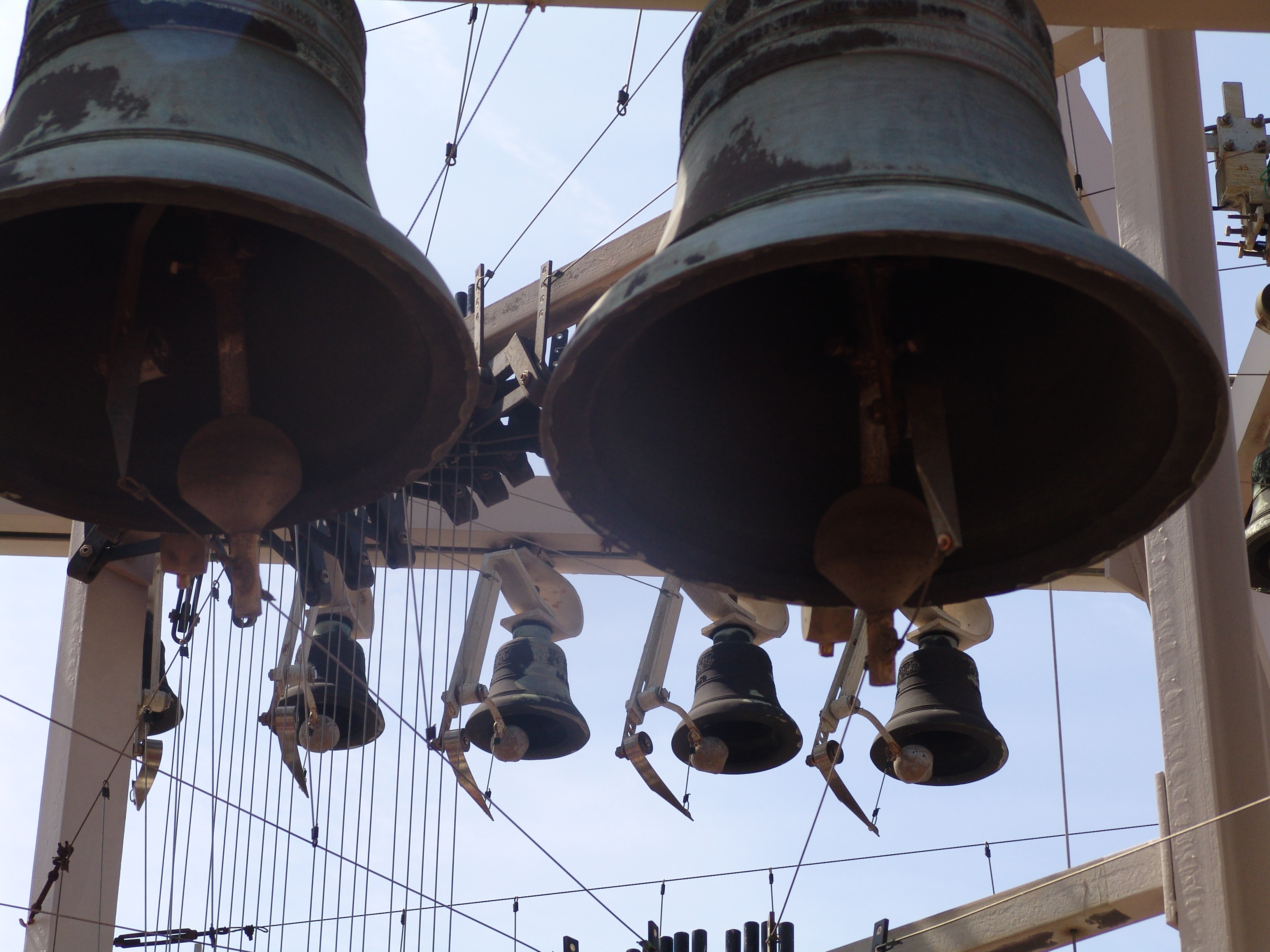
Detall de les diferents campanes que formen el carilló del Palau

El carilló està format per 49 campanes de bronze, amb un pes total de 4.898 quilos. És considerat un carilló de concert, ja que el nombre de campanes permet abastar una extensió de quatre octaves cromàtiques. Va ser construït als Països Baixos per la casa Petit & Fritsen, de la localitat d'Aarle-Rixtel, gràcies a l'impuls de Maria Dolors Coll. La inauguració va tenir lloc el 21 de desembre de 1976, mesos abans del restabliment de la Generalitat de Catalunya. Aquest instrument substituïa un petit carilló de l'any 1927.
La campana més gran, anomenada 'Catalunya', pesa 905 quilos, i dona la nota 'fa'.

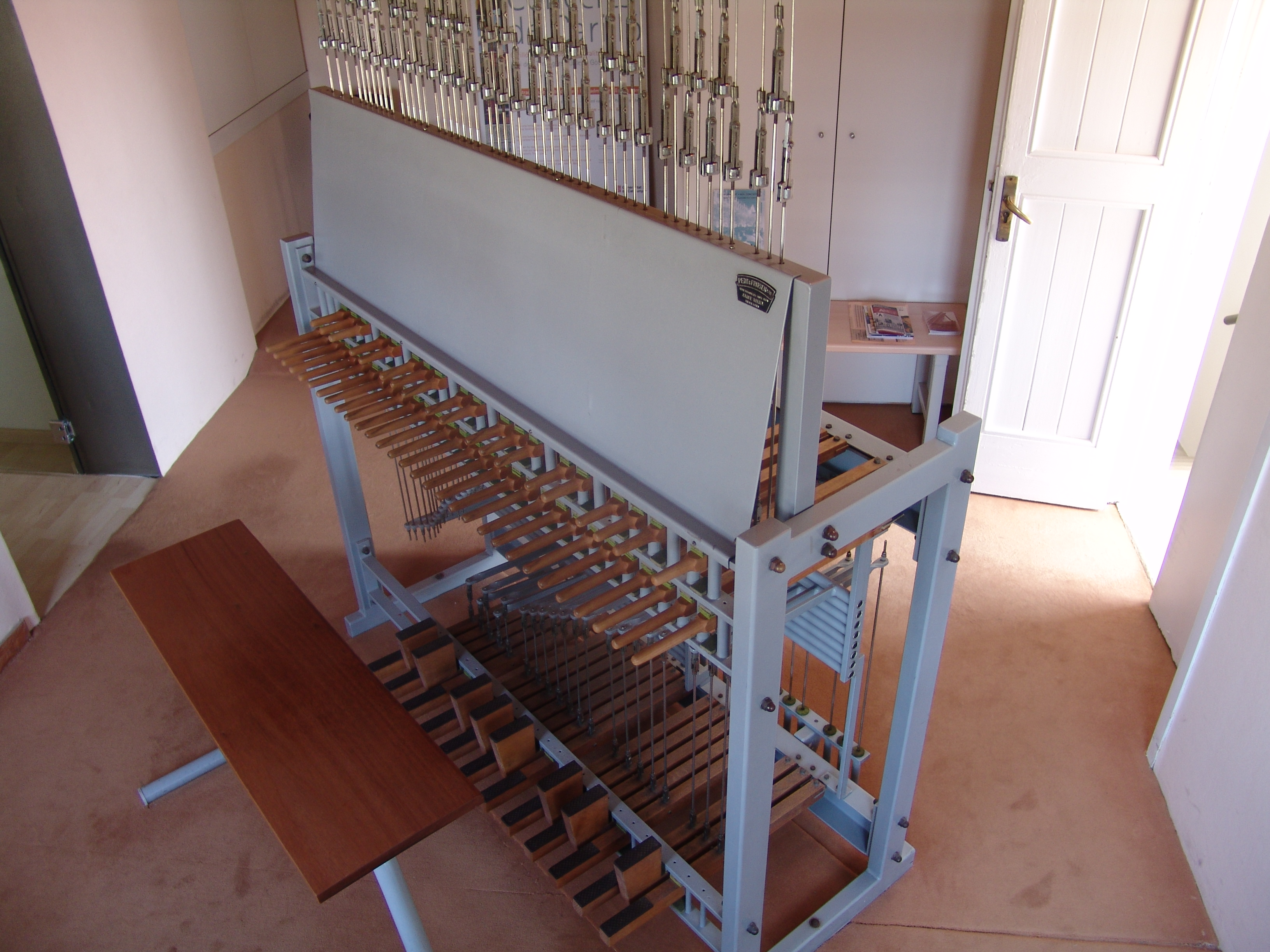
El primer teclat i pedaler que va tenir l'instrument, substituït el 2015

Es va restaurar el 1991 i el 2015.

## Audicions

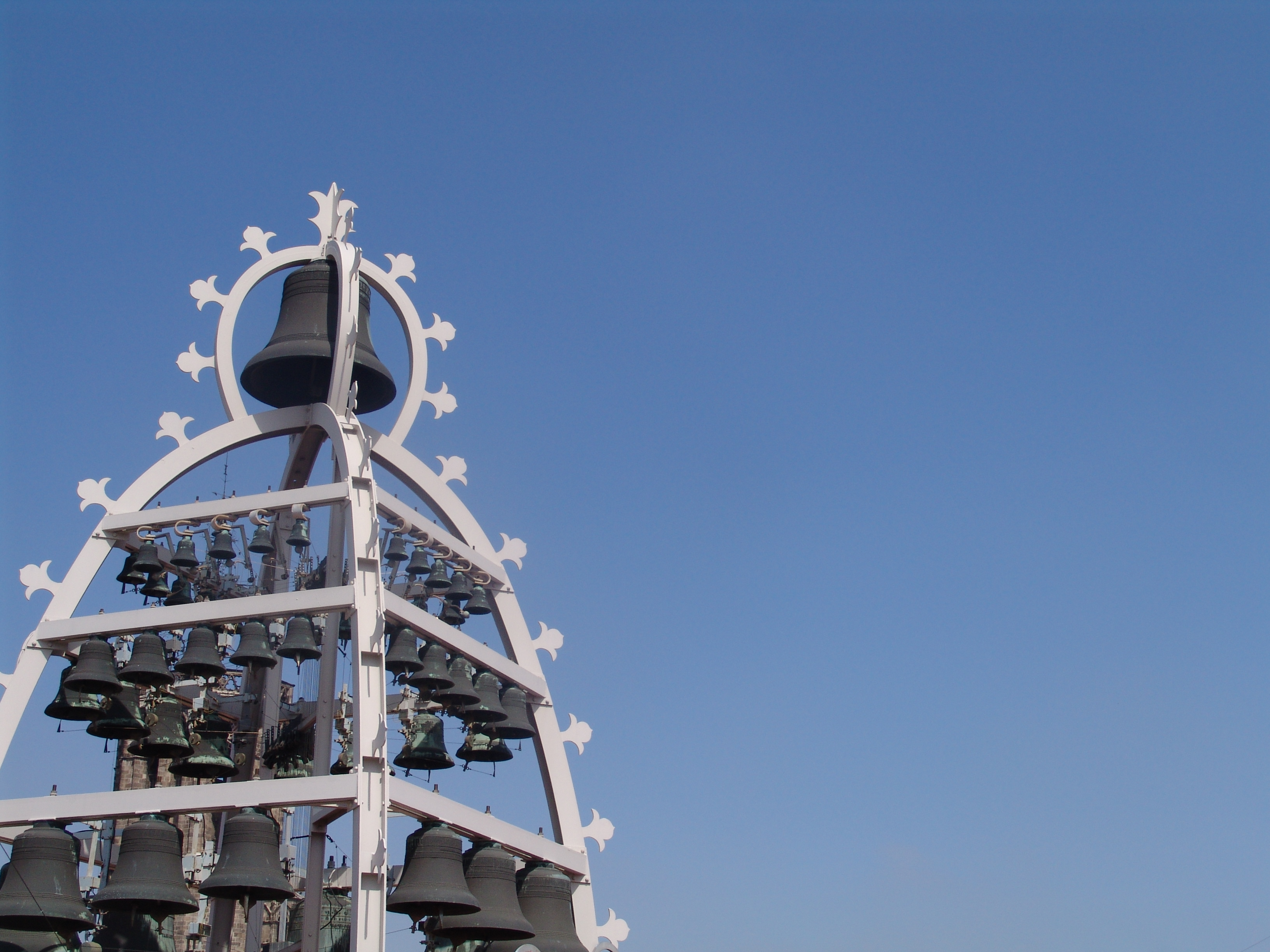
Carilló del Palau de la Generalitat

El Carilló del Palau de la Generalitat es pot sentir normalment de dilluns a divendres, a les 12 del migdia i a les 6 de la tarda, gràcies a les interpretacions de quinze minuts que fa la carillonista Anna Maria Reverté. També es pot sentir alguns dissabtes a les 12 del migdia. Les campanes es poden sentir principalment des dels carrers del Barri Gòtic.

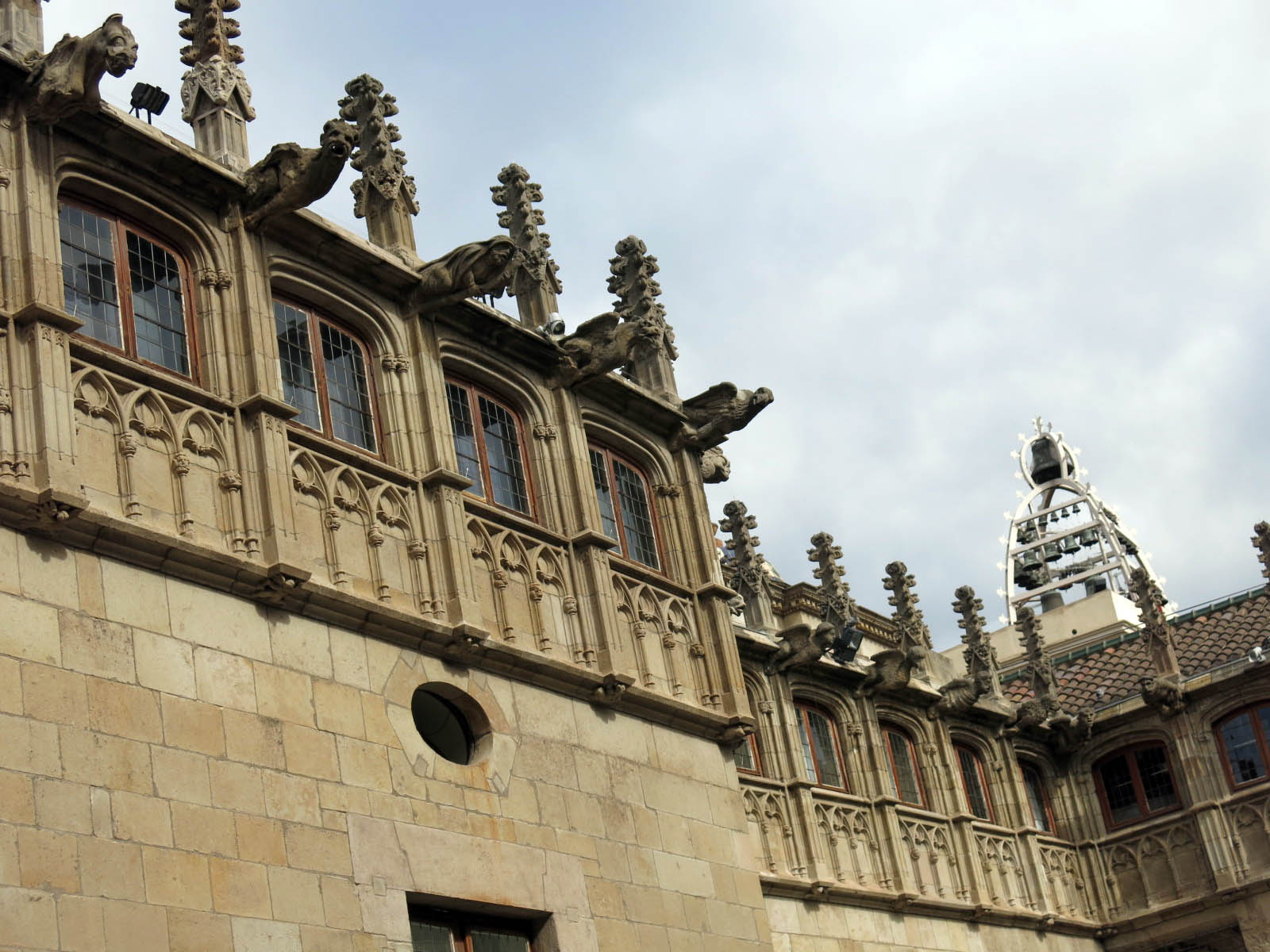
El carilló vist des del Pati dels Tarongers

Cada any s'ofereix una temporada de concerts, els quals es poden sentir des del Pati dels Tarongers o, en cas de pluja, des de la Galeria Gòtica. L'audició, d'aproximadament una hora de durada, va acompanyada d'una pantalla que, a través d'un circuit tancat de televisió, permet veure la interpretació dels carillonistes. Els concerts s'acostumen a fer els primers diumenges de mes, a les dotze del migdia, i també en dates assenyalades com les Festes de la Mercè o la Diada de Sant Esteve. Tots els concerts són d'entrada lliure i gratuïta. El repertori de cada concert acostuma a tenir un tema o un fil conductor determinat, i comprèn tota mena de música: des de transcripcions de peces de música clàssica fins a música tradicional, bandes sonores, jazz, música moderna o peces escrites originàriament per al carilló.
Al juliol, a més, té lloc el Festival Internacional de Carilló de Barcelona, que ofereix concerts al vespre, de destacats carillonistes vinguts de diverses parts del món.